# Адаменко Ігор Миколайович
Ігор Микол́айович Адáменко (1 жовтня 1938 — 22 березня 2023) — радянський і український фізик-теоретик, фахівець з квантових рідин. Доктор фізико-математичних наук (1986), лауреат Державної премії України в галузі науки і техніки (1996), заслужений професор Харківського національного університету (2002).
Основні роботи відносяться до поширення фононів і ротонів в надрідкому та рідкому гелії. Протягом більш ніж 50 років викладав на фізико-технічному факультеті Харківського національного університету.

## Біографія
Ігор Миколайович Адаменко народився в Полтаві в 1938 році. У 1956 році він зі срібною медаллю закінчив школу № 131 міста Харкова і вступив на фізико-математичний факультет Харківського державного університету. У 1961 році він з відзнакою закінчив університет. У 1962—1964 роках Адаменко навчався в аспірантурі, а в 1964 році почав викладати на кафедрі теоретичної ядерної фізики фізико-технічного факультету Харківського університету, на посаді асистента.
У 1968 році Адаменко захистив кандидатську дисертацію про хвильових процесах в надтекучому гелії при частковому гальмуванні нормальної компоненти. Його науковим керівником був М. І. Каганов, фахівець в галузі квантової теорії твердого тіла і відомий популяризатор науки. У 1986 році Адаменко захистив докторську дисертацію за спеціальністю теоретична і математична фізика, а в 1988 році став професором кафедри теоретичної ядерної фізики. Адаменко створив школу фізиків-теоретиків, що вивчає квантові рідини і кристали, підготував шість кандидатів і одного доктора наук.
Був членом двох наукових рад із захисту докторських дисертацій (ФТІНТ і ХФТІ), редколегій журналів International Journal of Theoretical Physics, Group Theory and Nonlinear Optics (Нью-Йорк, США), "Фізика низьких температур"  і Вісника ХНУ «Ядра, частинки, поля».
Адаменко викладав на фізико-технічному факультеті ХНУ понад півстоліття, пішовши на пенсію тільки в 2015 році. Він читав курси теоретичної механіки, механіки суцільних середовищ, квантових рідин, квантових систем багатьох частинок, підготував ряд навчальних посібників з цих предметів.
Помер 22 березня 2023 року.

## Наукова діяльність
З середини 1960-х років, в тісній співпраці з експериментаторами з ФТІНТ, Адаменко розвинув теорію надплинних розчинів 3He-4He і виявив новий двоетапний механізм релаксації в фонон-домішкової системі надплинних розчинів, що дозволило розрахувати всі дисипативні коефіцієнти і усунути існуючу розбіжність між теорією і експериментом. Він також виявив новий механізм релаксації в надтекучому гелії при підвищеному тиску, пов'язаний з поглинанням і випромінюванням фононів ротонів через невизначеність енергії ротонів, що дозволило розрахувати в'язкість і теплопровідність надтекучого гелію. Адаменко і його співробітники створили кінетичну теорію релаксації температури і концентрації надплинних розчинів 3He-4He. Одні з найбільш значних результатів Адаменко відносяться до поглинання третього звуку в плівках He II.
З середини 1990-х років теоретична група Адаменко розпочала співпрацю з експериментальною групою А. Ф. Ж. Вайта з Ексетерського університету (Велика Британія). В результаті цієї співпраці вдалося пояснити народження гарячих фононів в пучку холодних фононів, побудувати теорію утворення гарячої лінії в результаті перетину фононних пучків, побудувати теорію утворення гарячої лінії в результаті перетину фононних пучків, розрахувати процеси релаксації фононів в анізотропному надрідкому гелію, досліджувати взаємодію фононів і ротонів з межами речовин.

## Публікації

### Книги
- Адаменко И. Н. Збурення кінцевих амплітуд в рідинах. — Харків: ХНУ ім. В. Н. Каразіна, 2008. — 81 с.

### Статті
Адаменко є співавтором близько 200 наукових робіт. Ось кілька найбільш цитованих статей:
- Khalatnikov I. M., Adamenko I. N. Theory of the Kapitza Temperature Discontinuity at a Solid Body-liquid Helium Boundary // Soviet Journal of Experimental and Theoretical Physics. — 1973. — Vol. 36, № 7. — P. 391.
- Адаменко И. Н., Немченко К. Э., Цыганок В. И., Черванев А. И. Взаимодействие квазичастиц и стационарные состояния сверхтекучих растворов изотопов гелия // Физика низких температур. — 1994. — Т. 20, № 7. — С. 636—644.
- Adamenko I. N., Nemchenko K. E., Zhukov A. V., Tucker M. A. H., and Wyatt A. F. G. Creation of High-Energy Phonons from Low-Energy Phonons in Liquid Helium // Physical Review Letters. — 1999. — Vol. 82. — P. 1482.
- Wyatt A. F. G., Tucker M. A. H., Adamenko I. N., Nemchenko K. E., and Zhukov A. V. High-energy phonon creation from cold phonons in pulses of different length in He II // Physical Review B. — 2000. — Vol. 62. — P. 9402.

## Нагороди та звання
- Державна премія України в галузі науки і техніки (1996)
- Перемога в конкурсі «Вища школа Харкова — кращі імена» в номінації «викладач фундаментальних дисциплін» (2004)
- Заслужений професор ХНУ ім. В. Н. Каразіна (2002)
- Знак Міністерства освіти і науки України «За наукові досягнення» (2006) [1][6]